# Ousmane Ahmeye Zeidine
Ousmane Ahmeye Zeidine (genannt Zao; * 9. Juni 1994 in Niger) ist ein nigrischer Fußballspieler.

## Vereinskarriere
Der Stürmer Zeidine begann das Fußballspielen in seinem Heimatland Niger, wo er in einer Akademie für junge Spieler ausgebildet wurde. Im Februar 2013 testete ihn der französische Zweitligist SCO Angers und verpflichtete ihn im nachfolgenden Sommer. Bei den Westfranzosen war er zunächst für die fünftklassig antretende Reservemannschaft vorgesehen, für die er anschließend regelmäßig zum Einsatz kam. Von einer möglichen Aufnahme in die Profielf blieb er jedoch weit entfernt und nach nur einem Jahr endete sein Engagement beim SCO Angers. Einen neuen Arbeitgeber fand er im August 2014 beim Fünftligisten Saint-Colomban Sportive Locminé aus der Region Bretagne. Diesen verließ er bereits in der Winterpause 2014/15 wieder.
Im August 2016 wechselte Zeidine zum kirgisischen FK Dordoi Bischkek, mit dem er am Ende der Saison Silber in der kirgisischen Top Liga und den Pokal des Landes gewann. Am 25. Oktober 2016 erzielte er fünf Tore in einem Spiel gegen den FC Aldiyer Kurshab (13:0). 2018 spielte er in Nigeria für den Heartland FC und seit 2019 für Rangers International.

## Nationalmannschaft
Zeidine gehörte im jungen Erwachsenenalter der U-21-Mannschaft von Niger an und war deren Kapitän. Als 18-Jähriger wurde er von Trainer Gernot Rohr für die nigrische A-Nationalelf nominiert. Am 23. März 2013 konnte gegen Burkina Faso (0:4) debütieren, als er in der 85. Minute für Moussa Maâzou eingewechselt wurde.